# El món com a voluntat i representació
El món com a voluntat i representació (Die Welt Als Wille und Vorstellung, en l'original alemany) és el títol de l'obra cabdal del filòsof alemany Arthur Schopenhauer. Va ser publicada per primera vegada el 1819, per l'editorial Brockhaus, de Leipzig. El llibre és considerat la més elaborada manifestació del pessimisme filosòfic i ha influït en multitud de pensadors i escriptors, de la categoria de Freud, Nietzsche, Popper, Cioran i Jorge Luis Borges, entre d'altres. Schopenhauer s'inspira principalment en l'idealisme de Kant, i en altres filòsofs com Plató, David Hume i Berkeley, però també és tributari, en gran manera, de les filosofies hinduista (els Upanixads) i budista. El seu propòsit últim és l'explicació com cal del món en tots els aspectes i sota tots els punts de vista, tasca que el filòsof aborda amb els conceptes de voluntat i representació. Tot el seu treball posterior es por entendre com el desenvolupament de les idees fonamentals exposades en aquesta obra.

## El món com a representació

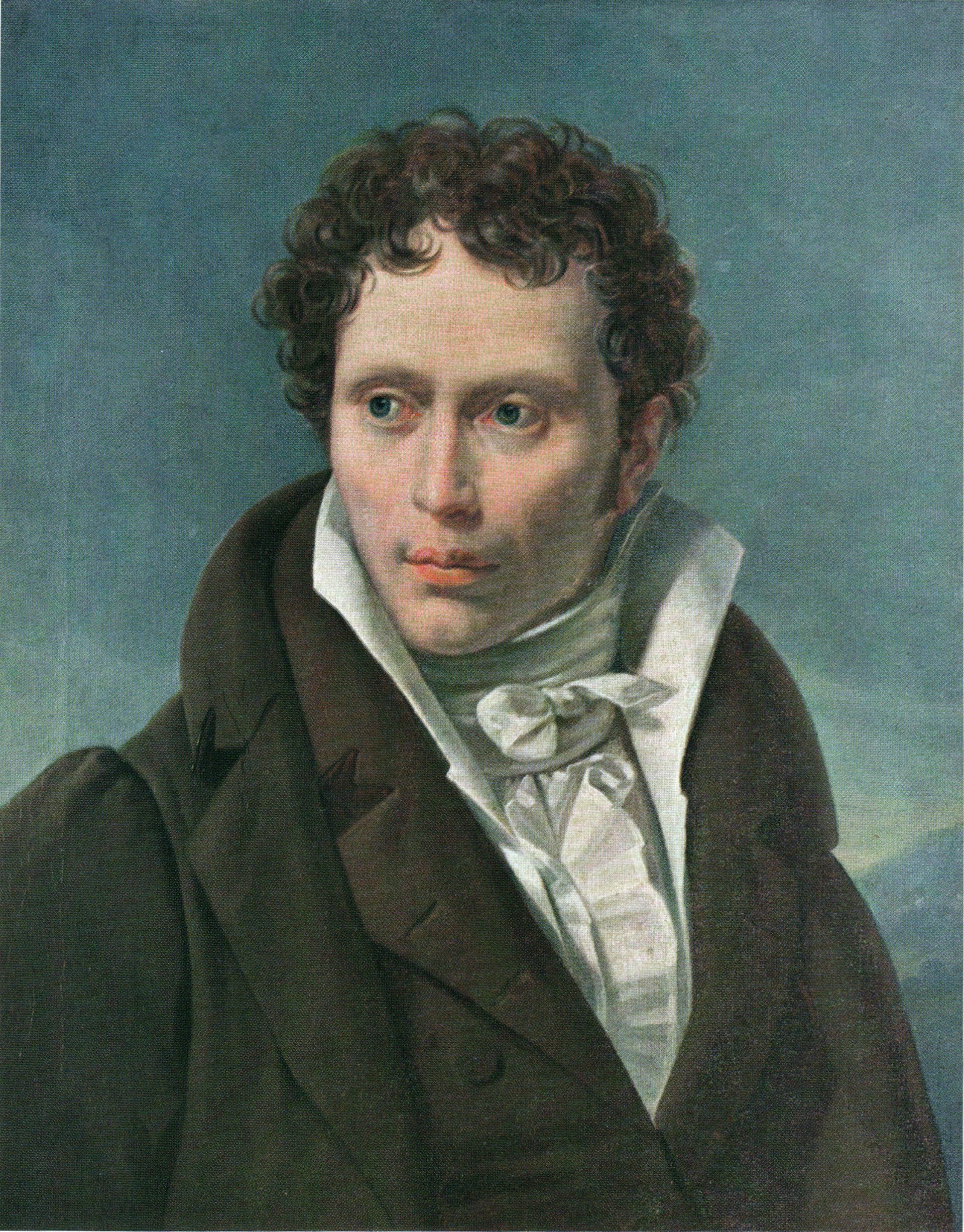
Arthur Schopenhauer

«El món és la meva representació» és la frase amb la qual comença l'obra. Schopenhauer inicia el seu pensament en la premissa de la limitació del coneixement humà, idea tradicional en filosofia: «Ningú no pot sortir de si mateix per identificar directament les coses diferents a ell; tot allò de què es té coneixement cert i immediat es troba dins de la seva consciència». Hi ha, d'una banda, el subjecte de la representació (representació, en alemany: Vorstellung), que és el que coneix; per altra, l'objecte, el que es coneix, condicionat o estructurat per les formes a priori kantianes de l'espai, el temps i la causalitat. L'objecte, els éssers naturals, orgànics i inorgànics, però, i això és l'important, no tenen existència real fora de la representació, no tenen més valor que el somni de Calderón de la Barca, o el vel de Maia dels hinduistes. El que té existència veritable és la cosa en si, que per a Schopenhauer ve expressada en el terme voluntat.

## El món com a voluntat
La cosa en si de Kant, la realitat última de les coses, està representada per a Schopenhauer per un principi metafísic general que governa l'univers, una força omnímoda que Schopenhauer anomena voluntat (Wille), o voluntat de viure (aquí s'inspirarà Nietzsche per a la seva "voluntat de poder"), i que no s'ha d'interpretar en el sentit corrent del terme, sinó metafòricament: la nostra voluntat, desig o pulsió no és més que una projecció insignificant d'aquesta voluntat amb majúscula, de la qual la representació és simple fenomen o aparença. La voluntat no es troba subjecta a les formes del fenomen, és a dir, la causalitat, l'espai i el temps. Tampoc, per tant, al principium individuationis, és a dir, que no és objectiva en els éssers individuals (per tant, aquests individus no tenen existència real com a tals), sinó en la suma d'aquests: la voluntat integra tota la natura i l'univers amb la totalitat d'entitats i éssers que contenen. La voluntat, així, és una força que obra sense motiu, irracionalment, és com el motor cec de la història. Totes les energies de la natura són expressives de la voluntat, incloent-hi les forces naturals de tot signe (llum, gravetat, magnetisme), com les motivacions, els instints i tendències, tant animals com humans.